# Eynatten
Eynatten is een deelgemeente van de Duitstalige gemeente Raeren in de Belgische provincie Luik, het was een zelfstandige gemeente tot aan de gemeentelijke herindeling van 1977.

## Geschiedenis
Uit de omgeving van Eynatten zijn vondsten bekend die teruggaan tot de steentijd, en men vermoedt ook Romeinse bewoning in deze streek. De eerste schriftelijke vermelding is van 1213. In Eynatten ligt het stamhuis van het adellijk geslacht Van Eynatten, vermoedelijk het Kasteel Amstenrath.
In de zestiende en zeventiende eeuw vestigden zich talrijke pottenbakkersfamilies in Eynatten, die er voor economische activiteit zorgden.
Tot de opheffing van het hertogdom Limburg hoorde Eynatten tot de Limburgse hoogbank Walhorn. Net als de rest van het hertogdom werd Eynatten bij de annexatie van de Zuidelijke Nederlanden door de Franse Republiek in 1795 opgenomen in het toen gevormde departement Ourthe. In 1815 werd het Pruisisch, later Duits, om in 1920 door België te worden geannexeerd. In 1977 werd de zelfstandige gemeente Eynatten bij de fusiegemeente Raeren gevoegd.
Op 18 juni 1995 speelde zich op de autosnelwegparking Eynatten langs de A3 Luik-Aken, onderdeel van de E40, een ramp af. Door een uitwaseming van gassen in het wegrestaurant explodeerde het gehele gebouw. Zestien mensen overleefden de ramp niet.

## Geografie
Eynatten ligt op een hoogte van 272 meter. 

### Waterlopen
Bij Eynatten ontspringt de Oehl, die in noordelijke richting afstroomt, de autosnelweg A3 kruist, en daarna in de Geul stroomt. De Oehl wordt beschouwd als de eerste zijbeek van de Geul, die noordelijk van Eynatten, bij Lichtenbusch, ontspringt. Een zijtak van de Oehl is de Möschenbergsbach. De Oehl en de Möschenbergsbach ontspringen op de flank van de waterscheiding tussen Geul en Roer.
Aan de andere zijde van de waterscheiding ontspringen de Belvenerbach en de Reybach, die uitmonden in de Iterbach, welke in noordoostelijke richting naar de Inde vloeit. De Inde komt uit in de Roer.

### Natuur en landschap
Diverse bossen vindt men in de omgeving, met name Freyent en Krickelberg in het oosten, en Buchenbusch in het westen.

### Nabijgelegen kernen
Raeren, Walhorn, Kettenis, Lichtenbusch

## Demografische ontwikkeling
- Bronnen:NIS, Opm:1930 tot en met 1970=volkstellingen, 1976 inwoneraantal op 31 december

## Cultuur en recreatie

### Bezienswaardigheden
- Kasteel Amstenrath
- Vlattenhaus
- Burcht Raaf in de buurtschap Berlotte
- Sint-Jan de Doperkerk
- Zyklopensteine, geologisch monument in de nabijheid van de grensovergang Köpfchen

### Taal
Naast het in het onderwijs en door de plaatselijke overheid gebruikte Duits spreekt de plaatselijke bevolking een Ripuarisch dialect.

### Sport
- HC Eynatten-Raeren. De heren spelen in de hoogste afdeling van het Belgische handbal, de dames spelen in tweede nationale. De herenclub werd driemaal landskampioen en won eenmaal de Beker van België.

Deelgemeenten: Eynatten · Hauset · Raeren

Overige kernen: Lichtenbusch · Neudorf  ·   Petergensfeld

Belgische gemeenten · Duitstalige Gemeenschap · Arrondissement Verviers · Luik · Wallonië